# 反恐追緝令
《反恐追緝令》（英語：Sooryavanshi）是一部2021年印度印地語動作片，由羅希特·謝蒂執導，警察宇宙的第四部電影，講述一群恐怖份子潛伏於印度各地，企圖在孟買實施炸彈恐攻，反恐小組（ATS）的維爾·蘇亞萬西副處長（DCP Veer Sooryavanshi）帶隊阻止他們的行動。電影由阿克夏·庫馬及卡特麗娜·卡芙主演，阿賈耶·德烏干和蘭威爾·辛格分別回歸客串演出巴吉勞·辛漢（Bajirao Singham）與桑格蘭·「辛巴」·巴拉洛（Sangram "Simmba" Bhalerao）。庫馬的角色蘇亞萬西此前於《辛巴》（2018年）片尾率先登場。
《反恐追緝令》原定2020年3月24日在印度上映，但受到COVID-19疫情影響而導致電影數次改期；最終定於2021年11月5日排燈節期間院線上映。本片在影評界口碑褒貶不一，並在COVID-19疫情後取得29.4億盧比的高票房，成為2021年印地語電影票房冠軍。

## 劇情
維爾·「蘇亞」·蘇亞萬西在1993年孟买爆炸案中失去了父母，使他立志加入反恐小組（ATS）。多年後，爆炸案主謀比拉爾·艾梅德向虔誠軍恐怖份子歐馬·哈菲茲尋求庇護，他們開始策劃更多此類襲擊。歐馬在失去長子後，二兒子里亞茲組織了40人潛伏於印度，企圖在26／11襲擊後製造更多爆炸恐攻。擔任ATS負責人的蘇亞副處長計劃在齋沙默爾開展行動，並設法綁架了隱藏身份的里亞茲。
警察總監兼蘇亞的上司卡畢·薛洛夫曾負責過去的案件，透露一批被運來印度的旋風炸藥其中400公斤在1993年爆炸事件中被使用，剩下的600公斤仍藏在國內某處。蘇亞計劃抓捕潛伏組織的剩餘成員，同時想與妻子莉亞·古普塔醫生和解。蘇亞盯上了伊斯蘭牧師卡德·烏斯馬尼；烏斯馬尼實際上是名恐怖分子，也是比拉爾的同謀。烏斯馬尼與比拉爾重聚，他們在萨万特瓦迪找回了600公斤的旋風炸藥，為下一次爆炸做準備。比拉爾在計程車司機約翰·馬斯卡倫哈斯的幫助下抵達孟買，後者則前往曼谷避風頭。
蘇亞抓住了比拉爾，比拉爾承認自己犯下爆炸案是為了給在社區騷亂中喪生的家人報仇，然後開槍自殺。後來，被蘇亞捉住的約翰透露，炸彈是潛伏組織的另一名成員製造。烏斯馬尼和約翰被捕；蘇亞假裝折磨烏斯馬尼的女兒，讓他招供。烏斯馬尼最終透露，里亞茲將到助手拉費克的住所與對方會面。未料，烏斯馬尼和拉費克利用炸彈自殺，間接導致蘇亞的一名同事警官殉職。烏斯馬尼的大女兒幫助找出了藏在什夫格德的炸彈製造者穆克塔·安薩里。蘇亞派當地的桑格蘭·「辛巴」·巴拉洛督察去逮捕他。
辛巴告訴蘇亞，孟買的七個地點各被安置一枚炸彈。里亞茲逃獄，並與同夥策畫轟炸ATS總部。蘇亞和團隊尋求國家安全衛隊的協助，透過直升機將裝有炸彈的車輛從市區吊走，引渡至海中引爆。但里亞茲和弟弟拉薩挾持了的莉亞並讓她穿上炸彈背心，帶著大批人馬來到ATS總部，將蘇亞、辛巴和其他警察扣為人質。蘇亞的朋友巴吉勞·辛漢副處長趕來營救他們，拆除莉亞身上的炸彈的同時，還殺死了所有恐怖份子。辛漢透過電話與歐馬對話，宣稱自己知曉對方的下落。
蘇亞、辛巴和辛漢逮住了里亞茲、拉薩與穆克塔；對方嘲笑稱，他們在印度潛伏多年，在孟買發動了多次襲擊，警察都無法傷害他們，使生氣的蘇亞、辛巴和辛漢開槍射殺了他們，從而為孟買帶來了和平。

## 演員
- 阿克夏·庫馬飾演維爾·「蘇亞」·蘇亞萬西副處長（DCP Veer "Soorya" Sooryavanshi IPS）
- 卡特麗娜·卡芙飾演莉亞·蘇亞萬西（Riya Sooryavanshi）
- 阿賈耶·德烏干飾演巴吉勞·辛漢副處長（DCP Bajirao Singham IPS，客串）
- 蘭威爾·辛格飾演桑格蘭·「辛巴」·巴拉洛督察（Inspector Sangram "Simmba" Bhalerao，長版客串）
- 賈韋德·賈佛里（英语：Jaaved Jaaferi）飾演副署理警察總長卡畢·薛洛夫（Joint Commissioner of Police Kabir Shroff IPS）
- 杰基·史洛夫飾演歐馬·哈菲茲（Omar Hafeez）
- 維萬·巴特納（英语：Vivan Bhatena）飾演維萬·辛格高級督察（Senior Inspector Vivaan Singh）
- 尼亞里卡·雷薩達（英语：Niharica Raizada）飾演塔拉·曼昌達尼督察（Inspector Tara Manchandani）
- 古翔·葛羅佛（英语：Gulshan Grover）飾演毛拉韋·卡德·烏斯馬尼（Maulana Kader Usmani）
- 阿比曼紐·辛格（英语：Abhimanyu Singh）飾演里亞茲·哈菲茲／拉吉比·拉托（Riyaaz Hafeez / Rajbir Rathod）
- 尼基丁·迪爾（英语：Nikitin Dheer）飾演穆克塔·安薩里／維維克·沙斯特里（Mukhtar Ansari / Vivek Shastri）
- 西坎達·克爾（英语：Sikandar Kher）飾演約翰·馬斯卡倫哈斯（John Mascarenhas）
- 庫瑪·米夏拉（英语：Kumud Mishra）飾演比拉爾·艾梅德／阿傑·古普塔（Bilal Ahmed / Ajay Gupta）
- 姆魯納爾·傑恩（英语：Mrunal Jain）飾演拉薩·哈菲茲（Raza Hafeez）
- 拉金德拉·古普塔（英语：Rajendra Gupta）飾演納伊姆·可汗（Naeem Khan）
- 阿西夫·巴斯拉（英语：Asif Basra）飾演拉費克·西迪基（Rafique Siddiqui）
- 尤代·蒂克卡（英语：Uday Tikekar）飾演馬哈拉施特拉邦首席部長
- 賽達斯·賈達夫（英语：Siddharth Jadhav）飾演桑托什·塔瓦德副督察（Sub-Inspector Santosh Tawade）
- 阿希許·瓦朗（Aashish Warang）飾演阿希許·坦貝警官（Constable Ashish Tambe）
- 烏馬坎·帕蒂爾（Umakant Patil）飾演烏馬坎·比德副督察（Sub-Inspector Umakant Bhide）
- 阿姆里特·帕爾·辛格（Amrit Pal Singh）飾演亞巴斯·納伊姆·可汗督察（Inspector Abbas Naeem Khan）

## 外部連結
- 互联网电影数据库（IMDb）上《反恐追緝令》的资料（英文）
- 《反恐追緝令》的Bollywood Hungama頁面